# Seil Sikan
Seil Sikan är en ö i Eritrea. Den ligger i den nordöstra delen av landet, 150 km öster om huvudstaden Asmara. Arean är 0,49 kvadratkilometer.
Terrängen på Seil Sikan är mycket platt. Öns högsta punkt är 16 meter över havet. Den sträcker sig 0,9 kilometer i nord-sydlig riktning, och 0,9 kilometer i öst-västlig riktning.